# Hugo Stinnes

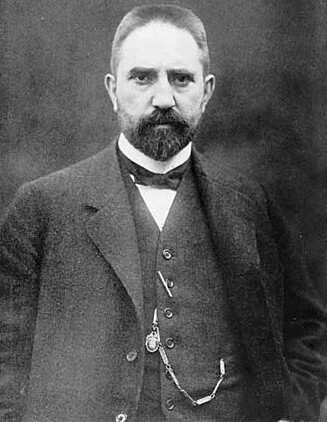
Hugo Stinnes, 1900

Hugo Dieter Stinnes (Mülheim an der Ruhr, 12 de febrero de 1870-Berlín, 10 de abril de 1924) fue un industrial siderúrgico, financiero y político alemán.

## Familia
Nacido en la Confederación Alemana del Norte, su abuelo paterno Matthias Stinnes y su padre, también llamado Hugo, habían fundado una modesta empresa en Mülheim.
Casado en 1895 con Cläre Stinnes, tuvo siete hijos: Edmund (1896-1980), Hugo Hermann (1897-1982), Clärenore (1901-1990), Otto (1903-1983), Hilde (1904-1975), Ernst (1911-1986) y Else (1913-1997).

## Biografía
Tras graduarse en una Realschule, el joven Stinnes comenzó a trabajar y formarse en una oficina de Coblenza, y para tener conocimientos en minería, trabajó como minero unos meses en la mina de carbón de Wiethe y más tarde siguió cursos en lo que luego sería la Universidad Técnica de Berlín. En 1890 heredó de su padre varias empresas y una mina de carbón.
Gradualmente, fue simultaneando la industria minera con la sidelúrgica, distribuyendo sus productos por río y mar y fundando sucursales de sus empresas en Hamburgo y Róterdam. Dirigió la Rheinisch-Westfälisches Elektrizitätswerk Aktiengesellschaft (RWE) desde su creación en 1898, y presagiaba el uso de sus minas en la producción eléctrica, para eso se asoció con el magnate del acero Fritz Thyssen. Antes de la Primera Guerra Mundial, poseía una cuantiosa fortuna y administraba varias compañías en Westfalia,  Renania y Luxemburgo. Al estallar la guerra, Stinnes se enriqueció gracias a contratos firmados con el gobierno.
Inicicialmente neutral políticamente, con la llegada de la República de Weimar, de 1920 a 1924 fue diputado del Reichtag con el Partido Popular Alemán y apoyó a Wilhelm Cuno.
Se opuso a las condiciones impuestas a Alemania en el  Tratado de Versalles.
Falleció los 54 años por complicaciones tras una operación en la vesícula biliar.